# 3814 Хосі-но-мура
3814 Хосі-но-мура (3814 Hoshi-no-mura) — астероїд головного поясу, відкритий 4 травня 1981 року.
Тіссеранів параметр щодо Юпітера — 3,195.